# Lysandra av Egypten
Lysandra av Egypten, död 281 f.Kr., var drottning av Makedonien som gift med Alexander V av Makedonien och Agathocles av Makedonien. 
Hon var dotter till Ptolemaios I Soter.